# 黑色終結令
是一部於1997年上映的美國犯罪片，由昆汀·塔倫提諾編劇和執導。故事改編自埃爾莫爾·倫納德的1992年小說《朗姆混合酒》。電影主演包括潘·葛瑞兒、山繆·傑克森、勞勃·佛斯特、布莉姬·芳達、麥可·基頓和勞勃·狄尼洛，並於1997年12月25日在美國上映。
雖然葛瑞兒和佛斯特是資深演員，但多年來卻沒扮演過主角。該片振興了他們的事業，讓佛斯特獲得奧斯卡最佳男配角獎提名，而葛瑞兒獲得金球獎最佳音樂及喜劇類電影女主角、土星獎最佳電影女主角和美國演員工會獎最佳女主角等提名。

## 演員
- 潘·葛瑞兒 飾 賈姬·布朗（Jackie Brown）
- 山繆·傑克森 飾 奧德爾·羅比（Ordell Robbie）
- 勞勃·佛斯特 飾 馬克斯·切爾瑞（Max Cherry）
- 布莉姬·芳達 飾 梅蘭妮·拉爾斯頓（Melanie Ralston）
- 麥可·基頓 飾 瑞伊·尼科萊特（Ray Nicolette）
- 勞勃·狄尼洛 飾 路易·加拉（Louis Gara）
- 麥可·波溫（英语：Michael Bowen (actor)） 飾 馬克·達格斯警探（Det. Mark Dargus）
- 克里斯·塔克 飾 博蒙特·利文斯頓（Beaumont Livingston）
- 麗莎·蓋伊·漢密爾頓（英语：LisaGay Hamilton） 飾 謝蘭達（Sheronda）
- 小湯姆·里斯特（英语：Tom Lister Jr.） 飾 溫斯頓
- 哈蒂·溫斯頓（英语：Winston） 飾 西蒙妮（Simone）
- 席德·海格 飾 法官（Judge）
- 艾美·葛拉罕（Aimee Graham）飾 艾美（Amy）
- 戴安娜·烏里韋（Diana Uribe）飾 安妮塔·洛佩茲（Anita Lopez）
- 吉蓮·伊利亞娜·沃特斯（英语：Gillian Iliana Waters） 飾 莫斯伯格500塔米·喬（Mossberg 500 Tammy Jo）
- 昆汀·塔倫提諾 飾 電話答錄機的聲音（Voice on Answering Machine，未掛名）

## 製作

### 發展
完成《黑色追緝令》後，昆汀·塔倫提諾和羅傑·阿夫瑞獲得了埃爾莫爾·倫納德的小說《朗姆混合酒》、《瘋狂玩彈家》（Freaky Deaky）和《生死一擊》的電影版權。塔倫提諾最初計劃拍攝《瘋狂玩彈家》或《生死一擊》，並請另一位導演製作《朗姆混合酒》，但在重讀《朗姆混合酒》後又改變了主意，並表示再次「愛上了」該小說。《生死一擊》後來改編成電影，由《黑色終結令》的製片人勞倫斯·班德擔任製片人。在撰寫《朗姆混合酒》的電影劇本時，塔倫提諾將主角的族裔從白人改為黑人，並將她的姓氏從伯克（Burke）改為布朗（Brown），並在電影開拍前與倫納德談論有關的變化。倫納德認為這不僅是他的小說和短篇小說的改編作品中最好的，而且還說這可能是他讀過最好的劇本。

## 發行
《黑色終結令》於1997年12月25日在美國上映。

### 評價
爛番茄根據87條評論，持有82%的新鮮度，平均得分7.46／10，觀眾投票獲得85%的分數，平均得分為3.99／5。在Metacritic上，電影獲得64分。據CinemaScore調查，觀眾的評價在A+至F落於「B」。

## 榮譽
| 獎項和提名                                           | 獎項和提名               | 獎項和提名                   | 獎項和提名     | 獎項和提名 | 獎項和提名 |
| 獎項                                                 | 日期                     | 類別                         | 提名人或得獎人 | 結果       |            |
| ---------------------------------------------------- | ------------------------ | ---------------------------- | -------------- | ---------- | ---------- |
| 奧斯卡金像獎                                         | 1998年3月23日            | 奧斯卡最佳男配角獎           | 勞勃·佛斯特    | 提名       |            |
| 獎季巡迴賽社區獎 （Awards Circuit Community Awards） | 第3屆ACCAs               | 最佳改編劇本                 | 昆汀·塔倫提諾  | 提名       |            |
| 獎季巡迴賽社區獎 （Awards Circuit Community Awards） | 第3屆ACCAs               | 最佳女主角                   | 潘·葛瑞兒      | 提名       |            |
| 獎季巡迴賽社區獎 （Awards Circuit Community Awards） | 第3屆ACCAs               | 最佳男配角                   | 勞勃·佛斯特    | 提名       |            |
| 獎季巡迴賽社區獎 （Awards Circuit Community Awards） | 第3屆ACCAs               | 最佳電影剪輯                 | 薩莉·門克      | 提名       |            |
| 獎季巡迴賽社區獎 （Awards Circuit Community Awards） | 第3屆ACCAs               | 榮譽提名（未來十佳影片競賽） |                | 提名       |            |
| 柏林國際影展                                         | 1998年2月11日至2月22日   | 金熊獎                       | 昆汀·塔倫提諾  | 提名       |            |
| 柏林國際影展                                         | 1998年2月11日至2月22日   | 最佳男演員銀熊獎             | 山繆·傑克森    | 獲獎       |            |
| 芝加哥影評人協會                                     | 1998年3月1日             | 最佳女主角                   | 潘·葛瑞兒      | 提名       |            |
| 芝加哥影評人協會                                     | 1998年3月1日             | 芝加哥影評人協會獎最佳男配角 | 勞勃·佛斯特    | 提名       |            |
| 金球獎                                               | 1998年1月18日            | 最佳音樂及喜劇類電影男主角   | 山繆·傑克森    | 提名       |            |
| 金球獎                                               | 1998年1月18日            | 最佳音樂及喜劇類電影女主角   | 潘·葛瑞兒      | 提名       |            |
| 堪薩斯影評人協會                                     | 第32屆堪薩斯影評人協會獎 | 最佳男配角                   | 勞勃·佛斯特    | 獲獎       |            |
| 土星獎                                               | 1998年6月10日            | 最佳電影女主角               | 潘·葛瑞兒      | 提名       |            |
| 土星獎                                               | 1998年6月10日            | 最佳電影男配角               | 勞勃·佛斯特    | 提名       |            |
| 美國演員工會獎                                       | 1998年3月8日             | 最佳女主角                   | 潘·葛瑞兒      | 提名       |            |

## 外部連結
- 互联网电影数据库（IMDb）上《黑色終結令》的资料（英文）
- Box Office Mojo上《黑色終結令》的資料（英文）
- Metacritic上《黑色終結令》的資料（英文）
- 爛番茄上《黑色終結令》的資料（英文）
- AllMovie上《黑色終結令》的资料（英文）
- 開眼電影網上《黑色終結令》的資料（繁體中文）
- 时光网上《黑色終結令》的資料（简体中文）
- 豆瓣电影上《黑色終結令》的資料 （简体中文）